# 江連隆
江連隆（えづれ たかし、1935年12月19日‐2003年3月22日）は、日本の国語・漢文教育学者、弘前大学名誉教授。

## 人物
栃木県生まれ。東京教育大学卒、同大学院修士課程修了。都内で高校教諭の後、1971年弘前大学教育学部助教授、国語教育と漢文を担当。のち教授、2000年定年退官、名誉教授。高校国語教科書・国語辞典・漢和辞典の編集に携わる。

## 著書
- 『基礎からの現代国語』数研出版 チャート式シリーズ 1974
- 『漢文教育の理論と実践』大修館書店 1984
- 『文章表現論の研究』近代文芸社 1989
- 『みちくさ文章講座』津軽書房 1996
- 『論語と孔子の事典』大修館書店 1996
- 『なっとく「国語科教育法」講義』大修館書店 国語教育ライブラリー  1997
- 『漢文語法ハンドブック』大修館書店 1997
- 『諸子百家の事典』大修館書店 2000
- 『みちくさことわざ名言格言講座』津軽書房 2001

### 共編著
- 『精選漢文問題』鎌田正共編　大修館書店 1973
- 『漢文名作選 1 思想』若林力共著　大修館書店 1984
- 『解明新漢文』鎌田正共著　文英堂 シグマベスト 1985
- 『大修館漢文学習ハンドブック』田部井文雄、菅野礼行共編著　大修館書店 1990
- 『社会人のための漢詩漢文小百科』田部井文雄，菅野礼行、土屋泰男共編著　大修館書店 1990
- 『理解しやすい漢文』鎌田正編 江連隆著　文英堂 シグマベスト 1994
- 『戦後国語教育実践記録集成 言語事項の指導』編　明治図書出版 1995
- 『戦後国語教育実践記録集成 読書指導』編　明治図書出版 1995
- 『漢文名作選 古代の思想』塚田勝郎共著　大修館書店 1999
- 『理解しやすい漢文 新課程版』青木五郎共著 文英堂 シグマベスト 2003

## 参考サイト
- [ISBN 978-4-8066-0177-7]